# Stefan König (Schauspieler)

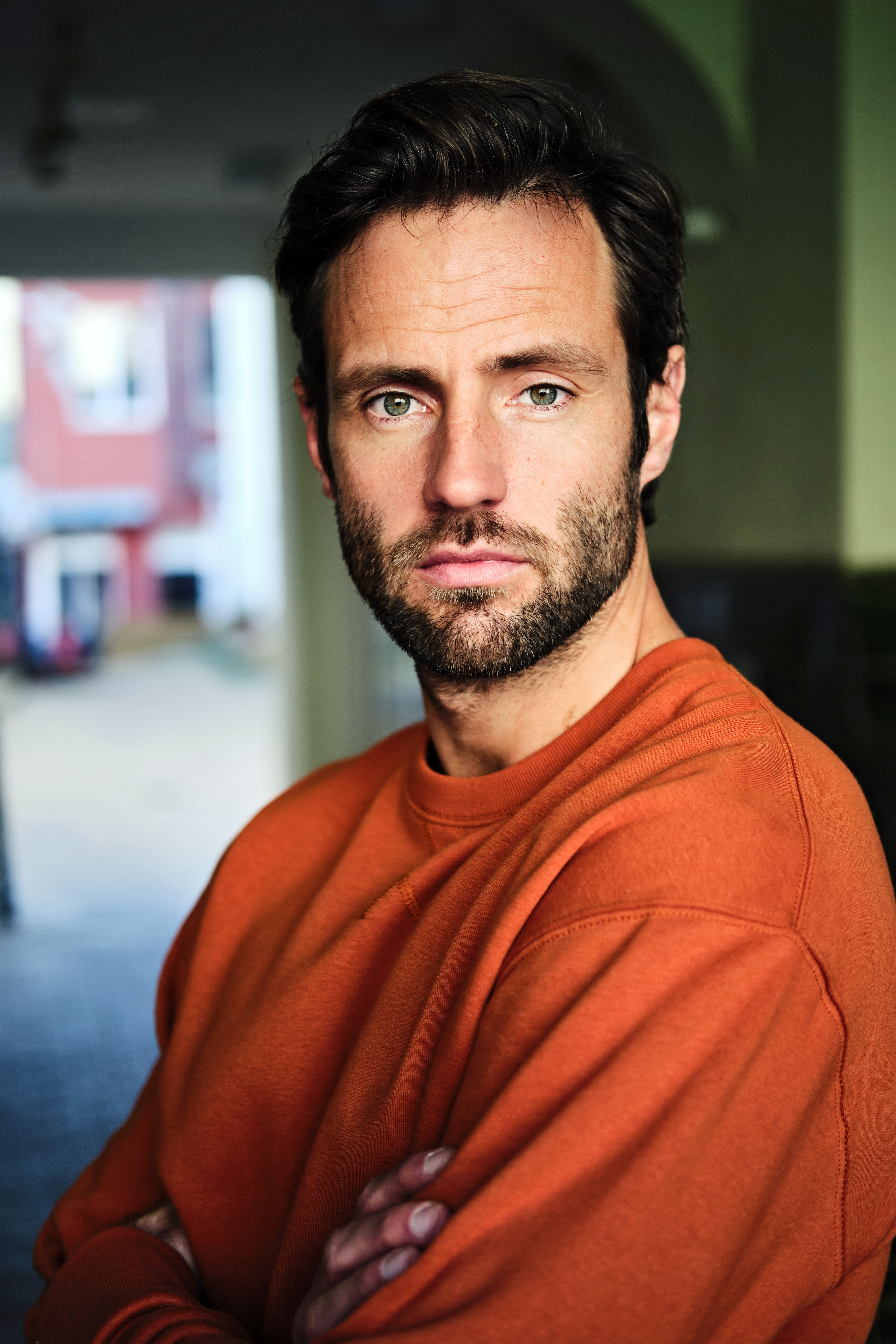
Stefan König 2021

Stefan König (* 21. September 1985 in Plauen) ist ein deutscher Schauspieler.

## Leben
Stefan König wurde 1985 in Plauen geboren und lebt heute in Berlin.
Seine erste Berührung mit der Theaterbühne hatte er im Alter von zehn Jahren. Später folgten u. a. die Rollen Mephisto im Faust I und II und Amias Paulet in Schillers Maria Stuart. Während seiner Schulzeit widmete er immer mehr Zeit der Schauspielerei. Er leitete die Jugendtheatergruppe des örtlichen Theaters und inszenierte dort auch selbst. In seiner restlichen Zeit spielte König bei der freien Theatergruppe in seiner Heimatstadt Plauen sowie später an der Volksbühne Berlin und stand für diverse Magazine als Model vor der Kamera.
Mit 18 Jahren, zog es Stefan König nach Berlin, dort absolvierte er die restliche Schulzeit und beendete diese schließlich im Juni 2005 mit dem Abitur.

### Engagement
Des Weiteren ist er seit 2005 Botschafter der Deutschen Kinder- und Jugendstiftung (DKJS). Stefan ist außerdem Gesicht und Botschafter der „Respect Gaymes“ des Schwulen- und Lesbenverbands Deutschland e.V. für Respekt und Toleranz und gegen Hass und Gewalt gegen Homosexuelle.

## Karriere
Im März 2005 gehörte er zu den 12 Teilnehmern der Sat.1 Actors Class. Hierbei absolvierten die Jungschauspieler einen vierwöchigen Intensivworkshop an der Hochschule für Film und Fernsehen Potsdam. Sie arbeiteten mit einer Vielzahl bekannter Schauspiel-Coaches und Stimmtrainer aus Deutschland und den USA sowie Regisseuren, Schauspielern und Theaterpädagogen zusammen, unter anderem mit M.K. Lewis, Lars Kraume und Hannes Jaenicke. Im weiteren Verlauf des Jahres 2005 folgten erste Kameraerfahrungen sowie der Kurzfilm Solo von Oliver Dommenget. Da er die Vorsprechen an der Schauspielschule für 2005 verpasst hatte, entschloss sich König, übergangsweise ein anderes Studium aufzunehmen und schrieb sich für „Internationales Tourismusmanagement“ in Bremen ein.
Zwei Monate bevor er dieses Studium aufnehmen wollte, holte ihn Gute Zeiten, schlechte Zeiten nach Babelsberg. Seit August 2005 spielte er dort die Hauptrolle Sebastian Winter. Anfang Juli 2007 hatte er dort seinen letzten Drehtag, da er auf eigenen Wunsch aus der Serie ausstieg um sich schauspielerisch weiterzuentwickeln. Die letzte Folge mit ihm wurde am 4. September 2007 ausgestrahlt.
Der Generalintendant Thorsten Wszolek des Mund Art Theaters Neu-Isenburg bei Frankfurt am Main entdeckte Stefan und besetzte ihn kurz nach seinem Ausscheiden bei Gute Zeiten, schlechte Zeiten direkt für die Rolle des Johann Nitter in seinem von ihm komponierten Musical Mei fair Lissbeth (1996). Die Revivalproduktion war von 23. November bis 16. Dezember 2007 in Hessen auf Tournee. Im Mai 2008 verändert Stefan seinen Look durch ein komplettes Abrasieren seiner Haare. Im Juni 2008 dreht er in Frankfurt am Main den Film Zwei Brüder, welcher durch die hessische Filmförderung unterstützt wird und auf internationalen Festivals und Wettbewerben läuft. Im Juli desselben Jahres steht er beim ZDF für Der Landarzt vor der Kamera. Von Oktober 2008 bis Januar 2010 stand Stefan für die ZDF-Telenovela Alisa – Folge deinem Herzen in der Rolle Timmi vor der Kamera.
Im Jahr 2010 machte er unter anderem durch eine europaweite L’Oréal Kampagne an der Seite von Michelle Hunziker und unter der Regie von Wim Wenders von sich reden. Im Jahr 2014 wurde König erneut von Wim Wenders verpflichtet und war das Gesicht der Unity Media-Kampagne. Zuvor konnte er bereits 2013 und 2014 mit einer starken Werbepräsenz aufwarten und warb u. a. für Kabel Deutschland, Rewe, Messmer Tee und Sky. Auch in den folgenden Jahren warb er u. a. für Porsche, Jever, Fielmann, Philips, BonPrix, Wick, Tesa, Trivago, Opel, AOK, Somat und Molkerei Alois Müller. Zudem spielte er sowohl 2016 als auch 2017 u. a. bei Sat.1 und seit 2019 vor allem für diverse ZDF Formate.
2021 übernahm König u. a. die Hauptrolle für „Rosamunde Pilcher - Wie verhext“ sowie diverse weitere Rollen in u. a. für Blutige Anfänger und „Fritzie - Der Himmel muss warten“. Es folgten Rollen im Sat.1 Film „Die Tänzerin und der Gangster“ an der Seite von Sarah Engels sowie für die ARD-Reihe „Praxis mit Meerblick“.
2022 spielte er u. a. an der Seite von ChrisTine Urspruch in der ARD-Reihe „Einspruch, Schatz!“.
Seit 2023 gehört König in der Rolle Tom Renner zum festen Ensemble der ZDF-Reihe Dr. Ballouz.

## Filmografie

### Filmografie (Auswahl)
- 2005: Solo
- 2005–2007: Gute Zeiten, schlechte Zeiten
- 2008: Der Landarzt
- 2008: 2 Brüder
- 2008–2010: Alisa – Folge deinem Herzen
- 2009: Endlich! Jetzt!
- 2011: Herzflimmern – Die Klinik am See
- 2013: Heartbeat – Deadpop
- 2015: SoKo Leipzig
- 2015: Verliebt, verlobt, verschwunden
- 2015: Prank the Tussi – Comedy mit Cindy aus Marzahn
- 2016: Die Kommissare – Einsatz in Köln
- 2017: Die 1000. Braut
- 2020: Der Ranger – Paradies Heimat: Zeit der Wahrheit
- 2020: Blutige Anfänger – Systemschwimmer
- 2020: Hashtag Daily
- 2021: Rosamunde Pilcher: Wie verhext
- 2021: Fritzie – Der Himmel muss warten
- 2021: Hashtag Daily
- 2022: Die Carolin Kebekus Show
- 2022: Die Tänzerin und der Gangster – Liebe auf Umwegen
- 2023: Einspruch, Schatz! – Ein Fall von Liebe
- 2023: Unter uns
- 2023–2024: Dr. Ballouz (Hauptrolle)
- 2024: Praxis mit Meerblick – Schiffbruch
- 2024: Love Scam
- seit 2024: Rote Rosen

### Theater
- 2007: Mei fair Lissbeth, Mund Art Theater
- 2004: Maria Stuart
- 2003: Pippi Langstrumpf
- 2003: Die Welle
- 2003: Zufallsbegegnungen
- 2002: Faust 2
- 2002: Faust 1